# Tournoi de Liverpool
Le Tournoi World Cup de Liverpool est une compétition de judo organisée à Liverpool au Royaume-Uni. Une seule édition a été organisée en octobre 2011 uniquement pour les hommes.

## Palmarès hommes
| World Cup | World Cup       | World Cup    | World Cup      | World Cup    | World Cup          | World Cup       | World Cup               |
| Année     | -60 kg          | -66 kg       | -73 kg         | -81 kg       | -90 kg             | -100 kg         | +100 kg                 |
| --------- | --------------- | ------------ | -------------- | ------------ | ------------------ | --------------- | ----------------------- |
| 2011      | Ashley McKenzie | David Larose | Nick Delpopolo | Axel Clerget | Christophe Lambert | Benjamin Behrla | Daniel Andrey Hernandes |